# Peter Zizzo
Peter Eric Zizzo (Nueva York, 22 de febrero de 1966) es un productor de música, músico y compositor estadounidense que ha escrito grandes éxitos para artistas como Celine Dion, Jennifer Lopez, Marit Larsen, Jason Mraz, Donna Summer, Diana Ross, M2M, Sir Cliff Richard, Clay Aiken, Howie Day, Kate Voegele y Jillette Johnson. Se considera que ha tenido un papel decisivo en el desarrollo de las carreras de artistas como Avril Lavigne, Vanessa Carlton en los EE. UU., y Pixie Lott en el Reino Unido.

## Primeros años
Nacido en Nueva York, Peter Zizzo se graduó con un bachelor en inglés de la Universidad Tufts, donde estuvo en la fraternidad en Alfa Epsilon Pi.  Apareció como el padre del personaje del título en el montaje teatral de Antígona escenificado por Tufts. Escribió la canción "Marcha", grabada por The Weather Girls, y escribió e interpretó canciones adicionales, incluyendo "Faithful", "I Will Forgive You".  También ha aparecido en un anuncio para Tony Robbins Personal Power. Zizzo Encontró su éxito inicial trabajando con Ric Wake en Celine Dion Records. Mientras trabajaba con Wake, conoció a Andy Marvel.

## Proyectos empresariales
Después de un tiempo trabajando con Wake, Zizzo fundó Big Much Productions y se asoció con Marvel para construir Big Baby Recording Studios, una compañía basada en Nueva York.
Zizzo, en su función de desarrollador de artistas, descubrió, desarrolló, produjo y lanzó a artistas prominentes como Avril Lavigne, Vanessa Carlton, y Toby Lightman. También ha hablado y dirigió seminarios en South by Southwest y otros acontecimientos de la industria musical. Las canciones y las producciones de Zizzo han estado presentes en grabaciones que han vendido más de 100 millones de álbumes en todo el mundo.
También escribió muchas canciones para la serie animada Winx Club (2004-hoy).

## Discografía
| Año  | Artista             | Álbumes/Sencillos                                                          | Charts                                                        | Certificaciones/Premios                     | Créditos                        |
| ---- | ------------------- | -------------------------------------------------------------------------- | ------------------------------------------------------------- | ------------------------------------------- | ------------------------------- |
| 2012 | Elizabeth Gillies   | Winx Club (Nickelodeon) - "We Are Believix"                                | –                                                             | –                                           | Productor, Escritor             |
| 2011 | The Fresh Beat Band | A Friend Like You [Sencillo] - "A Friend Like You"                         | #1 en iTunes Kids Chart 5 A´lbum                              | –                                           | Productor, Escritor, arreglista |
| 2009 | Pixie Lott          | Turn It Up - "Jack" - "The Way The World Works"                            | UK Top 5 Álbum                                                | −2x platinum (600,000+)                     | Productor, Escritor, arreglista |
| 2009 | BeBe & CeCe Winans  | Still - "Things feat. Marvin Winans" - "Never Thought"                     | US #14 Billboard Top 100 US #1 Gospel Álbum US #2 R'n'B Álbum | Best Contemporary R&B Gospel Álbum 2011     | Productor, Escritor, arreglista |
| 2009 | Blake Lewis         | Heartbreak on Vinyl - "The Point"                                          | US #7 Dance & Electronic Álbum                                | –                                           | –                               |
| 2006 | Stephanie McIntosh  | Tightrope - "Overcome"                                                     | #4 AUS                                                        | Gold (+35,000 unidades vendidas)            | Productor, coescritor           |
| 2005 | Toby Lightman       | Little Things - "Devils & Angels" - "The River" - "Don't Wanna Know"       | Top 15 Hot AC, Top 40 Pop                                     | –                                           | Productor, Escritor, arreglista |
| 2002 | Avril Lavigne       | Let Go - "Nobody's Fool" - "Why" (Estrenos Internacionales)                | –                                                             | 18 Millones Mundialmente RIAA Diamond Award | Productor, Escritor, arreglista |
| 2000 | M2M                 | Shades of Purple - "Don't Say You Love Me"                                 | US Top 20 Radio US Sales #1 (Certified Platinum)              | 2 Millones Mundialmente                     | Productor, Escritor, arreglista |
| 1999 | Jennifer Lopez      | "On The 6" - Promise You'll Try                                            | –                                                             | 7 Millones Mundialmente                     | Productor, Escritor, arreglista |
| 1997 | Celine Dion         | These Are Special Times - "Don't Save It All For Christmas Day"            | –                                                             | 14 Millones Mundialmente                    | Escritor, arreglista            |
| 1996 | Celine Dion         | Let's Talk About Love - "Love Is on the Way"                               | Top 40                                                        | 33 Millones Mundialmente RIAA Diamond Award | Escritor, arreglista            |
| 1994 | Celine Dion         | "The Color of My Love - "Misled" (solo) BMI Award - "Only One Road" (solo) | Top 10 US Top 5 UK                                            | 16 Millones Mundialmente                    | Escritor, arreglista            |

## Carrera de actuación
En 2009 Peter interpretó al personaje que lleva su nombre en la película de Steven Soderbergh The Girlfriend Experience, protagonizada por la estrella del cine para adultos Sasha Grey. The Girlfriend Experience estuvo escrita por sus amigos Brian Koppelman y David Levien, quien también creó un personaje llamado como él en el clásico del cine deportivo Rounders.